# 捷利亞日
50°31′26″N 24°16′9″E / 50.52389°N 24.26917°E
泰利亞日（烏克蘭語：Теляж），是烏克蘭西部的村莊，隸屬利維夫州的舍普季茨基區。該村面積2.01平方公里，2001年該城鎮人口811，人口密度每平方公里404.49人。